# Стефурак Анастасія Михайлівна
Анастасія Стефурак (нар. 1 березня 1990, Львів) — українська художниця-ілюстраторка.

## Життєпис
Народилася у с. Микуличин Івано-Франківської області. У віці двох років переїхала до Івано-Франківська. З дитинства мріяла ілюструвати книжки, із семи років відвідувала художні гуртки. Навчалася в Івано-Франківській дитячій художній школі ім. О. Сорохтея.
У 2007 році вступила до Львівської національної академії мистецтв на кафедру графічного дизайну. Під час навчання брала участь у конкурсах станкової графіки (техніка суха голка). Для дипломної роботи на 4-му курсі проілюструвала книгу Рея Бредбері «451° за Фаренгейтом». У 2013 році закінчила магістратуру в ЛНАМ. Її дипломним проектом стала книжка «Українські прислів'я», проілюстрована самою Настею і видана у «Видавництві Старого Лева».
Сьогодні живе у Львові.

## Творчість
Працювала графічним дизайнером у студії дизайну, співпрацює з «Видавництвом Старого Лева».  Для видавництва проілюструвала видання
- «Мій дідусь був черешнею» і «Чоловік, який вирощував комети» (2016) Анджели Нанетті (2015),
- «Стильна книжка для панянки» Оксани Караванської (2015),
- «Лялечки» Оксани Куценко (2016),
- «Шевченко від А до Я» Леоніда Ушкалова (2017).

Створила обкладинки більш ніж до 15 книжок.
Працює в техніках комп'ютерної графіки, колажу. Подобається напрямок магічного реалізму в літературі та образотворчому мистецтві. Улюбленим ілюстратором є Ґабріель Пачеко.
У 2017 році проілюструвала роман Сильвії Плат «Під скляним ковпаком», що вийшов у «Видавництві Старого Лева». В оформленні видання намагалася відтворити атмосферу Нью-Йорка 1950-х років.
«Для цього я віддала перевагу чорно-білій гамі у поєднанні з пастельним рожевим відтінком, який був популярним у масовій культурі того періоду, – говорить художниця. – Окрім того, рожевий колір, ніжний і фемінний, – по суті це розбілений відтінок червоного – кольору крові. В одному з розділів, коли стан головної героїні погіршується, кольорова гама переходить в темно-сірі тони, а на двох розворотах стає чорним проваллям, після чого знову з'являються світлі кольори. Для відчуття ретро атмосфери використано текстури, потертості, фотографії Нью-Йорка, зображено речі того періоду: косметику, намисто, телефон, друкарську машинку, крісло, стиль одягу і зачісок. На декількох ілюстраціях головна героїня зображена з чоловіками в поп-арт стилі, напрямку мистецтва 1950-60-х».